# Franklin Roosevelt Bueres
Franklin Roosevelt Bueres Júnior (Osasco, 18 maggio 1971) è un ex giocatore di calcio a 5 brasiliano, campione del mondo con la nazionale brasiliana nel 2008 e nel 2012.

## Biografia
Il suo nome è un omaggio al presidente degli Stati Uniti Franklin Delano Roosevelt, di cui la nonna era una grande estimatrice. 

## Carriera
Convocato dalla nazionale maschile di calcio a 5 del Brasile solamente alla soglia dei trent'anni, Franklin debuttò nella Taça America 2000 in cui il Brasile conquistò il titolo continentale. Al FIFA Futsal World Championship 2000 ha perso la finale per il titolo per 4-3 a favore della Spagna.
In seguito disputò la Copa América 2003 in cui i verdeoro persero la finale contro l'Argentina per 1-0, interrompendo un monopolio durato 34 anni. Nemmeno al successivo campionato mondiale andò meglio meglio poiché la Spagna eliminò il Brasile in semifinale.
Nel 2008, ormai trentasettenne, Franklin fu la riserva del titolare Tiago nella selezione brasiliana che affrontò il doppio vittorioso impegno di Copa America e Coppa del Mondo.

## Palmarès
- Campionato mondiale: 2
2008, 2012